# Blechnum minus
Blechnum minus là một loài dương xỉ trong họ Blechnaceae. Loài này được Ettingsh. mô tả khoa học đầu tiên..
Danh pháp khoa học của loài này chưa được làm sáng tỏ. 